# Giambattista Rubini
Giambattista Rubini (1642 Benátky – 17. února 1707 Řím) byl italský kardinál.

## Život a kariéra
Byl synovcem Alexandra VIII. z matčiny strany. Vystudoval právo na univerzitě v Padově. Byl guvernérem měst Fabriano, Spoleto, Frosinone, Viterbo a Macerata, a provincií Campagna e Marittima. Umbria a Marca.
Na kněze byl vysvěcen v roce 1683, a v roce 1684 se stal biskupem ve Vincenze. Alexandr VIII. ho jmenoval kardinálem v roce 1690 (titulus San Lorenzo in Panisperna). Ve stejném roce se stal legátem v Urbinu. Účastnil se dvakrát konkláve, 1691 a 1700. Od roku 1706 titulární biskup baziliky San Marco.
Je pohřben v bazilice San Marco, v kapli SS. Sacramento.